# トレッポ・カルニコ
トレッポ・カルニコ（伊: Treppo Carnico）は、イタリア共和国フリウリ＝ヴェネツィア・ジュリア州ウーディネ県トレッポ・リゴスッロに属する分離集落（フラツィオーネ）。
かつては独立したコムーネであったが、2018年2月1日にリゴスッロと合併して新自治体の一部となった。

## 地理

### 位置・広がり

#### 隣接コムーネ
コムーネとしてのトレッポ・カルニコは、以下のコムーネと隣接していた。
- アルタ・テルメ
- リゴスッロ
- パルッツァ
- パウラーロ